# Coccorella
Coccorella is een geslacht van straalvinnige vissen uit de familie van sabeltandvissen (Evermannellidae). Het geslacht is voor het eerst wetenschappelijk beschreven in 1929 door Roule.

## Soorten
- Coccorella atlantica (Parr, 1928)
- Coccorella atrata (Alcock, 1894)